# 七曲池
七曲池（ななまがりいけ ／ なながまり の いけ、英語：Nanamagari Pond）は、静岡県菊川市にある池。

## 地理
大井川用水の調整池として利用されており、貯水量は最大19万7000立方メートルに達する。なお、大井川用水の供用が始まる前は、池周辺地域の田畑を潤すため池として使用されていた。このような経緯から、周辺の152ヘクタールの農地に対しては、大井川用水とは別に内田用水として毎秒0.31立方メートルが割り当てられている。池の周辺は、散策などが楽しめるよう整備されている。

## 活用状況
大井川用水は受益地が広範囲に及ぶため、調整池が各地に存在する。大井川用水の菊川右岸幹線の場合、静岡県菊川市に所在する池ヶ谷池を経由し、七曲池に流れ込んでいる。いったん七曲池に貯水されることで、その水量を調節している。その後、七曲池を経由して、静岡県掛川市に所在する近江ヶ谷池に流れ込んでいる。

## 来歴
江戸時代から1965年前後までは、ため池として利用されており、周囲の田畑の灌漑用に利用されていた。しかし、当時の貯水量は5万立方メートルに過ぎず、現在に比べかなり小さなため池であった。その後、大井川右岸用水事業の本格化に伴い、七曲池はこの用水の調整池として活用されることになり、3年間かけて拡張するなどの工事が行われた。これにより、貯水量は4倍程度に増強された。

## 地名
池の名前である「七曲」の由来については、「池の形が入り江や半島で入り組んで曲がりくねっていることから名付けられた」との説が唱えられている。